# Parepistaurus comoroensis
Parepistaurus comoroensis is een rechtvleugelig insect uit de familie veldsprinkhanen (Acrididae). De wetenschappelijke naam van deze soort is voor het eerst geldig gepubliceerd in 1969 door Descamps & Wintrebert.